# Маккормик, Майкл
Майкл Маккормик (Michael McCormick; род. 7 ноября 1951; Тонаванда, Нью-Йорк, США) — американский историк и археолог, медиевист и специалист по поздней античности. 
Доктор философии, именной профессор Гарвардского университета, где трудится с 1991 года. Член Американского философского общества (2003) и членкор французской Академии надписей и изящной словесности (2014).
Отмечен Mellon Distinguished Achievement Award (2002).

## Биография
Родился в Тонаванде на берегах Эри-канала и вырос в Нью-Йорке.
Окончил бельгийский Католический университет Лувена и там же в 1979 году получил докторскую степень. В том же году поступил на кафедру истории Университета Джонса Хопкинса, где состоял с 1979 по 1991 год, также в 1979-87 гг. исследовательский ассоциат в Думбартон-Окс. C 1991 года в Гарварде, ныне именной профессор (Francis Goelet Professor of Medieval History), руководит университетской междисциплинарной Initiative for the Science of the Human Past (SoHP) и является содиректором Max Planck Harvard Research Center for the Archaeoscience of the Ancient Mediterranean.
Член Американской академии искусств и наук (2012), Американской академии медиевистики и лондонского Общества древностей. Член-корреспондент Королевской академии Бельгии.
Первоначально занимался историографией 11—12 вв., ныне переключился на проблематику падения Римской империи. Традиционные исторические свидетельства он применяет в сочетании с работой в таких современных областях как геномика, климатология и информатика.
Автор монографии Origins of the European Economy. Communications and Commerce, A.D. 300—900 (Cambridge University Press, 2002) — вошедшей в шорт-лист British Academy Book Prize (2002) и отмеченной Gyorgy Ranki Biennial Prize от Economic History Association (2001/2) и Haskins Medal Американской академии медиевистики (2005).
Также автор книг Eternal Victory: Triumphal Rulership in Late Antiquity, Byzantium, and the Early Medieval West (Cambridge University Press, 1986) и Charlemagne’s Survey of the Holy Land: Wealth, Personnel and Buildings of a Mediterranean Church between Antiquity and the Middle Ages (2011, ISBN 9780884023630). Автор главы Slavery from Rome to Medieval Europe and Beyond (2016) в On Human Bondage: After Slavery and Social Death (eds J. Bodel and W. Scheidel).
Главный редактор Digital Atlas of Roman and Medieval Civilizations (DARMC), запущенного в 2006 году. Написал предисловие к переизданию 2014 года Medieval Cities: Their Origins and the Revival of Trade Анри Пиренна (ISBN 9780691162393).